# Dyskografia Busty Rhymesa
Poniżej przedstawiona została dyskografia amerykańskiego rapera, producenta muzycznego Busta Rhymes. Zawiera dokonania solowe, a w tym albumy, single czy teledyski.

## Albumy solowe
| Tytuł                                                                           | Dane dot. albumu | Najwyższa pozycja | Najwyższa pozycja | Najwyższa pozycja | Najwyższa pozycja | Najwyższa pozycja | Najwyższa pozycja | Najwyższa pozycja | Najwyższa pozycja | Najwyższa pozycja | Najwyższa pozycja | Certyfikacje                  |
| Tytuł                                                                           | Dane dot. albumu | US                | US R&B            | US Rap            | AUS               | CAN               | GER               | IRE               | NZ                | SWI               | UK                | Certyfikacje                  |
| ------------------------------------------------------------------------------- | --- | ----------------- | ----------------- | ----------------- | ----------------- | ----------------- | ----------------- | ----------------- | ----------------- | ----------------- | ----------------- | ----------------------------- |
| The Coming                                                                      | - Data wydania: 26 marca 1996 - Wydawca: Flipmode, Elektra (#61742) - Format: CD, digital download, kaseta                  | 6                 | 1                 | –                 | –                 | 9                 | 80                | –                 | –                 | –                 | 48                | - RIAA: platyna - CRIA: złoto |
| When Disaster Strikes...                                                        | - Data wydania: 16 września 1997 - Wydawca: Flipmode, Elektra (#62064) - Format: CD, digital download, kaseta               | 3                 | 1                 | –                 | –                 | 21                | 62                | –                 | –                 | –                 | 34                | - RIAA: platyna - BPI: srebro |
| E.L.E. (Extinction Level Event): The Final World Front                          | - Data wydania: 15 grudnia 1998 - Wydawca: Flipmode, Elektra (#62211) - Format: CD, digital download, kaseta                | 12                | 2                 | –                 | –                 | 34                | 45                | –                 | –                 | –                 | 54                | - RIAA: platyna               |
| Anarchy                                                                         | - Data wydania: 20 czerwca 2000 - Wydawca: Flipmode, Elektra (#62517) - Format: CD, digital download, kaseta                | 4                 | 1                 | –                 | –                 | 26                | 63                | –                 | 50                | 65                | 38                | - RIAA: platyna               |
| Genesis                                                                         | - Data wydania: 27 listopada 2001 - Wydawca: Flipmode, J (#20009) - Format: CD, digital download, kaseta                    | 7                 | 2                 | –                 | –                 | –                 | 27                | –                 | –                 | 44                | 58                | - RIAA: platyna               |
| It Ain’t Safe No More                                                           | - Data wydania: 26 listopada 2002 - Wydawca: Flipmode, J (#20043) - Format: CD, digital download, kaseta                    | 43                | 10                | –                 | –                 | –                 | 82                | –                 | –                 | 70                | 78                | - RIAA: złoto                 |
| The Big Bang                                                                    | - Data wydania: 13 czerwca 2006 - Wydawca: Flipmode, Aftermath, Interscope (#67480) - Format: CD, digital download, kaseta  | 1                 | 1                 | 1                 | 42                | 6                 | 10                | 26                | 11                | 6                 | 19                | - RIAA: złoto - BPI: srebro   |
| Back on My B.S.                                                                 | - Data wydania: 19 maja 2009 - Wydawca: Flipmode, Universal Motown (#001238702) - Format: CD, DVD, digital download, kaseta | 5                 | 2                 | 2                 | –                 | 18                | 94                | –                 | –                 | 15                | 92                |                               |
| E.L.E. (Extinction Level Event) 2: End of the World                             | - Data wydania: 2012 - Wydawca: Cash Money Records, Universal Motown                                                        | Do wydania        | Do wydania        | Do wydania        | Do wydania        | Do wydania        | Do wydania        | Do wydania        | Do wydania        | Do wydania        | Do wydania        | Do wydania                    |
| "–" oznacza, że pozycja nie była notowana bądź album nie został wydany w kraju. | |                   |                   |                   |                   |                   |                   |                   |                   |                   |                   |                               |

## Single

### Solowe
| Tytuł                                                                            | Rok  | Najwyższa pozycja | Najwyższa pozycja | Najwyższa pozycja | Najwyższa pozycja | Najwyższa pozycja | Najwyższa pozycja | Najwyższa pozycja | Najwyższa pozycja | Najwyższa pozycja | Najwyższa pozycja | Certyfikacje                 | Album                                                  |
| Tytuł                                                                            | Rok  | US                | US R&B            | US Rap            | AUS               | CAN               | GER               | IRE               | NZ                | SWI               | UK                | Certyfikacje                 | Album                                                  |
| -------------------------------------------------------------------------------- | ---- | ----------------- | ----------------- | ----------------- | ----------------- | ----------------- | ----------------- | ----------------- | ----------------- | ----------------- | ----------------- | ---------------------------- | ------------------------------------------------------ |
| "Woo Hah!! Got You All in Check" (featuring Rampage)                             | 1996 | 8                 | 6                 | 1                 | –                 | –                 | 42                | –                 | 8                 | –                 | 8                 | - RIAA: platyna              | The Coming                                             |
| "It's a Party" (featuring Zhané)                                                 | 1996 | 52                | 27                | 7                 | –                 | –                 | –                 | –                 | 34                | –                 | 23                |                              | The Coming                                             |
| "Do My Thing"                                                                    | 1997 | –                 | –                 | –                 | –                 | –                 | –                 | –                 | –                 | –                 | 39                |                              | The Coming                                             |
| "Hit 'Em High (The Monstars' Anthem)" (z B-Real, Coolio, LL Cool J & Method Man) | 1997 | –                 | 50                | –                 | –                 | –                 | 14                | –                 | 17                | 11                | 8                 |                              | Space Jam                                              |
| "Put Your Hands Where My Eyes Could See"                                         | 1997 | 11                | 2                 | 1                 | –                 | –                 | –                 | –                 | –                 | –                 | 16                |                              | When Disaster Strikes                                  |
| "Dangerous"                                                                      | 1997 | 9                 | 4                 | 1                 | –                 | –                 | 65                | –                 | 11                | –                 | 32                | - RIAA: złoto                | When Disaster Strikes                                  |
| "Turn It Up (Remix)/Fire It Up"                                                  | 1998 | 10                | 7                 | 1                 | –                 | 3                 | 7                 | 6                 | 1                 | 6                 | 2                 | - RIAA: złoto - BPI: srebro  | When Disaster Strikes                                  |
| "One" (featuring Erykah Badu)                                                    | 1998 | –                 | –                 | –                 | –                 | –                 | –                 | –                 | 17                | –                 | 23                |                              | When Disaster Strikes                                  |
| "Gimme Some More"                                                                | 1999 | 105               | 29                | –                 | –                 | –                 | 52                | –                 | 14                | –                 | 5                 |                              | E.L.E. (Extinction Level Event): The Final World Front |
| "What's It Gonna Be?!" (featuring Janet Jackson)                                 | 1999 | 3                 | 1                 | 1                 | –                 | –                 | 42                | –                 | 7                 | 41                | 6                 | - RIAA: złoto                | E.L.E. (Extinction Level Event): The Final World Front |
| "Party is Goin' on Over Here"                                                    | 1999 | –                 | 72                | –                 | –                 | –                 | –                 | –                 | –                 | –                 | –                 |                              | E.L.E. (Extinction Level Event): The Final World Front |
| "Do the Bus a Bus"                                                               | 1999 | 124               | 43                | –                 | –                 | –                 | –                 | –                 | –                 | –                 | –                 |                              | E.L.E. (Extinction Level Event): The Final World Front |
| "Tear da Roof Off"                                                               | 1999 | –                 | 75                | –                 | –                 | –                 | –                 | –                 | –                 | –                 | –                 |                              | E.L.E. (Extinction Level Event): The Final World Front |
| "Get Out!!"                                                                      | 2000 | 118               | 35                | –                 | –                 | –                 | –                 | –                 | –                 | –                 | 57                |                              | Anarchy                                                |
| "Fire"                                                                           | 2000 | –                 | 67                | 24                | –                 | –                 | –                 | –                 | –                 | –                 | 60                |                              | Anarchy                                                |
| "What It Is" (featuring Kelis)                                                   | 2001 | 63                | 37                | –                 | –                 | –                 | 70                | –                 | –                 | –                 | –                 |                              | Genesis                                                |
| "Break Ya Neck"                                                                  | 2002 | 26                | 10                | 9                 | 13                | –                 | 17                | 27                | –                 | 20                | 11                |                              | Genesis                                                |
| "As I Come Back"                                                                 | 2002 | –                 | 91                | 7                 | –                 | –                 | –                 | –                 | –                 | –                 | –                 |                              | Genesis                                                |
| "Pass the Courvoisier, Part II" (featuring P. Diddy & Pharrell)                  | 2002 | 11                | 4                 | 5                 | 43                | 30                | 27                | 34                | –                 | 58                | 16                |                              | Genesis                                                |
| "Make It Clap" (featuring Sean Paul & Spliff Star)                               | 2003 | 46                | 17                | 14                | –                 | 21                | 50                | 43                | –                 | –                 | 16                |                              | It Ain’t Safe No More                                  |
| "I Know What You Want" (featuring Mariah Carey & Flipmode Squad)                 | 2003 | 3                 | 2                 | 2                 | 3                 | 5                 | 9                 | 4                 | 7                 | 5                 | 3                 | - ARIA: złoto - RIANZ: złoto | It Ain’t Safe No More                                  |
| "Light Your Ass on Fire" (featuring Pharrell)                                    | 2003 | 58                | 23                | 12                | –                 | –                 | 86                | –                 | –                 | 40                | 62                |                              | The Neptunes Present... Clones                         |
| "Shorty (Put It on the Floor)" (z Fat Joe, Chingy & Nick Cannon)                 | 2003 | –                 | 101               | –                 | –                 | –                 | –                 | –                 | –                 | –                 | –                 |                              | Love Don’t Cost a Thing                                |
| "Touch It"                                                                       | 2006 | 16                | 3                 | 2                 | 14                | –                 | 24                | 9                 | 1                 | 23                | 6                 | - RIAA: złoto                | The Big Bang                                           |
| "I Love My Bitch" (featuring Kelis & will.i.am)                                  | 2006 | 41                | 18                | 8                 | 22                | –                 | 38                | 18                | 8                 | 22                | 8                 |                              | The Big Bang                                           |
| "New York Shit" (featuring Swizz Beatz)                                          | 2006 | –                 | 77                | –                 | –                 | –                 | –                 | –                 | –                 | –                 | –                 |                              | The Big Bang                                           |
| "In the Ghetto" (featuring Rick James)                                           | 2006 | –                 | 50                | 24                | –                 | –                 | –                 | –                 | –                 | –                 | –                 |                              | The Big Bang                                           |
| "Don't Get Carried Away" (featuring Nas)                                         | 2006 | –                 | –                 | –                 | –                 | –                 | –                 | –                 | –                 | –                 | –                 |                              | The Big Bang                                           |
| "Don't Touch Me (Throw da Water on 'Em)"                                         | 2008 | 112               | 83                | –                 | –                 | –                 | –                 | –                 | –                 | –                 | –                 |                              | –                                                      |
| "We Made It" (featuring Linkin Park)                                             | 2008 | 65                | –                 | –                 | 13                | 40                | 11                | 12                | 37                | 17                | 10                |                              | –                                                      |
| "Arab Money" (featuring Ron Browz)                                               | 2008 | 86                | 31                | 9                 | –                 | –                 | –                 | –                 | –                 | –                 | –                 |                              | Back on My B.S.                                        |
| "Hustler's Anthem '09" (featuring T-Pain)                                        | 2009 | –                 | 51                | 19                | –                 | 73                | –                 | –                 | –                 | –                 | –                 |                              | Back on My B.S.                                        |
| "Respect My Conglomerate" (featuring Jadakiss & Lil Wayne)                       | 2009 | 122               | 82                | –                 | –                 | –                 | –                 | –                 | –                 | –                 | –                 |                              | Back on My B.S.                                        |
| "World Go Round" (featuring Estelle)                                             | 2009 | –                 | –                 | –                 | –                 | –                 | –                 | 25                | –                 | –                 | 66                |                              | Back on My B.S.                                        |
| "Stop the Party (Iron Man)" (featuring Swizz Beatz)                              | 2010 | –                 | 87                | –                 | –                 | –                 | –                 | –                 | –                 | –                 | –                 |                              | E.L.E. (Extinction Level Event) 2: End of the World    |
| "Why Stop Now" (featuring Chris Brown)                                           | 2011 | –                 | 79                | –                 | –                 | –                 | –                 | –                 | –                 | –                 | –                 |                              | E.L.E. (Extinction Level Event) 2: End of the World    |
| "–" oznacza, że singel nie był notowany bądź nie został wydany w kraju.          |      |                   |                   |                   |                   |                   |                   |                   |                   |                   |                   |                              |                                                        |

### Gościnnie
| Tytuł | Rok  | Najwyższa pozycja | Najwyższa pozycja | Najwyższa pozycja | Najwyższa pozycja | Najwyższa pozycja | Najwyższa pozycja | Najwyższa pozycja | Najwyższa pozycja | Najwyższa pozycja | Najwyższa pozycja | Certyfikacje                                                                  | Album                          |
| Tytuł | Rok  | US                | US R&B            | US Rap            | AUS               | CAN               | GER               | IRE               | NZ                | SWI               | UK                | Certyfikacje                                                                  | Album                          |
| --- | ---- | ----------------- | ----------------- | ----------------- | ----------------- | ----------------- | ----------------- | ----------------- | ----------------- | ----------------- | ----------------- | ----------------------------------------------------------------------------- | ------------------------------ |
| "Oh My God" (A Tribe Called Quest featuring Busta Rhymes)                                                                   | 1994 | –                 | 69                | 15                | –                 | –                 | –                 | –                 | –                 | –                 | 68                |                                                                               | Midnight Marauders             |
| "Wild for the Night" (Rampage featuring Busta Rhymes)                                                                       | 1997 | –                 | –                 | –                 | –                 | –                 | –                 | –                 | –                 | –                 | –                 |                                                                               | Scout's Honor… by Way of Blood |
| "Rumble in the Jungle" (Fugees featuring A Tribe Called Quest, John Forté & Busta Rhymes)                                   | 1997 | –                 | –                 | 3                 | –                 | –                 | –                 | –                 | –                 | –                 | 3                 |                                                                               | When We Were Kings             |
| "Victory" (Puff Daddy featuring The Notorious B.I.G. & Busta Rhymes)                                                        | 1998 | 19                | 13                | 2                 | –                 | –                 | 67                | –                 | 19                | –                 | –                 | - RIAA: złoto                                                                 | No Way Out                     |
| "Never Leave You (Uh Oooh, Uh Oooh)" (Lumidee featuring Busta Rhymes & Fabolous)                                            | 2003 | 3                 | 9                 | –                 | 33                | 23                | 1                 | 17                | 25                | 1                 | 2                 | - BVMI: złoto - IFPI SWI: złoto                                               | Almost Famous                  |
| "Fire" (Joe Budden featuring Busta Rhymes)                                                                                  | 2003 | –                 | 48                | –                 | –                 | –                 | –                 | –                 | –                 | –                 | –                 |                                                                               | Joe Budden                     |
| "What's Happenin'" (Method Man featuring Busta Rhymes)                                                                      | 2004 | –                 | 65                | –                 | –                 | –                 | 82                | 42                | –                 | –                 | 15                |                                                                               | Tical 0: The Prequel           |
| "Don't Cha" (The Pussycat Dolls featuring Busta Rhymes)                                                                     | 2005 | 2                 | 8                 | –                 | 1                 | 1                 | 1                 | 1                 | 1                 | 1                 | 1                 | - RIAA: platyna - ARIA: 2x platyna - BPI: srebro - BVMI: złoto - RIANZ: złoto | PCD                            |
| "Hurt" (T.I. featuring Alfamega & Busta Rhymes)                                                                             | 2007 | –                 | 89                | –                 | –                 | –                 | –                 | –                 | –                 | –                 | –                 |                                                                               | T.I. vs T.I.P.                 |
| "Run the Show" (Kat DeLuna featuring Busta Rhymes)                                                                          | 2008 | 117               | –                 | –                 | –                 | –                 | 73                | 26                | –                 | 29                | 41                |                                                                               | 9 Lives                        |
| "Peace Sign/Index Down" (Gym Class Heroes featuring Busta Rhymes)                                                           | 2008 | –                 | –                 | –                 | –                 | –                 | –                 | –                 | –                 | –                 | –                 |                                                                               | The Quilt                      |
| "Rotate" (Capone-N-Noreaga featuring Ron Browz & Busta Rhymes)                                                              | 2009 | –                 | 115               | –                 | –                 | –                 | –                 | –                 | –                 | –                 | –                 |                                                                               | Channel 10                     |
| "Look at Me Now" (Chris Brown featuring Busta Rhymes & Lil Wayne)                                                           | 2011 | 6                 | 1                 | 1                 | 46                | 51                | –                 | –                 | 37                | –                 | 44                | - ARIA: złoto                                                                 | F.A.M.E.                       |
| "C’mon (Catch 'em by Surprise)" (Tiësto vs. Diplo featuring Busta Rhymes)                                                   | 2011 | –                 | –                 | –                 | –                 | 68                | 68                | 21                | –                 | 68                | 12                |                                                                               | –                              |
| "Worldwide Choppers" (Tech N9ne featuring Busta Rhymes, Ceza, D-Loc, JL of B. Hood, Twista, Twisted Insane, U$O & Yelawolf) | 2011 | 104               | –                 | –                 | –                 | –                 | –                 | –                 | –                 | –                 | –                 |                                                                               | All 6's and 7's                |
| "Turn't Up" (Lil Twist featuring Busta Rhymes)                                                                              | 2011 | –                 | 92                | –                 | –                 | –                 | –                 | –                 | –                 | –                 | –                 |                                                                               | Don't Get It Twisted           |
| "The Woman You Love" (Ashanti featuring Busta Rhymes)                                                                       | 2011 | –                 | 59                | –                 | –                 | –                 | –                 | –                 | –                 | –                 | –                 |                                                                               | Braveheart                     |
| "Lehhhgooo" (N.O.R.E. featuring Waka Flocka Flame, Busta Rhymes & Game)                                                     | 2012 | –                 | –                 | –                 | –                 | –                 | –                 | –                 | –                 | –                 | –                 |                                                                               | S.U.P.E.R.T.H.U.G.             |
| "–" oznacza, że singel nie był notowany bądź nie został wydany w kraju.                                                     |      |                   |                   |                   |                   |                   |                   |                   |                   |                   |                   |                                                                               |                                |

### Inne notowane utwory
| Tytuł                                                                         | Rok  | Najwyżsa pozycja | Najwyżsa pozycja | Album                                  |
| Tytuł                                                                         | Rok  | US               | US R&B           | Album                                  |
| ----------------------------------------------------------------------------- | ---- | ---------------- | ---------------- | -------------------------------------- |
| "Pass the Courvoisier" (featuring P. Diddy)                                   | 2002 | –                | 125              | Genesis                                |
| "We Goin' to Do it to Ya"                                                     | 2002 | –                | 119              | It Ain’t Safe No More                  |
| "Victory 2004" (z P. Diddy, The Notorious B.I.G., 50 Cent & Lloyd Banks)      | 2004 | –                | 61               | Bad Boy’s 10th Anniversary... The Hits |
| "I'll Hurt You" (featuring Eminem)                                            | 2005 | –                | 102              | —                                      |
| "Where's Your Money" (featuring Ol’ Dirty Bastard)                            | 2005 | –                | 65               | —                                      |
| "La La" (Lil Wayne featuring Brisco & Busta Rhymes)                           | 2008 | –                | 106              | Tha Carter III                         |
| "Decision" (featuring Jamie Foxx, Mary J. Blige, John Legend & Common)        | 2009 | –                | 110              | Back on My B.S.                        |
| "Let’s Go" (Travis Barker featuring Yelawolf, Twista, Busta Rhymes & Lil Jon) | 2011 | 119              | –                | Give the Drummer Some                  |
| "Outro" (Lil Wayne featuring Bun B, Nas, Shyne & Busta Rhymes)                | 2011 | 103              | –                | Tha Carter IV                          |
| "Drummer Boy" (Justin Bieber featuring Busta Rhymes)                          | 2011 | 99               | –                | Under the Mistletoe                    |
| "–" oznacza, że utwór nie był notowany.                                       |      |                  |                  |                                        |

## Teledyski
| Tytuł                                                         | Rok  | Reżyser/Reżyserzy          |
| ------------------------------------------------------------- | ---- | -------------------------- |
| "Everything Remains Raw / Woo-Hah!! Got You All in Check"     | 1996 | Hype Williams              |
| "It's a Party"                                                | 1996 | Marcus Raboy               |
| "Put Your Hands Where My Eyes Could See"                      | 1997 | Hype Williams              |
| "Dangerous"                                                   | 1997 | Hype Williams              |
| "Rhymes Galore / Turn It Up (Remix)/Fire It Up"               | 1998 | Paul Hunter                |
| "Gimme Some More"                                             | 1998 | Hype Williams              |
| "Tear da Roof Off / Party Going on Over Here"                 | 1999 | Hype Williams              |
| "What's It Gonna Be?!"                                        | 1999 | Hype Williams              |
| "Get Out!!"                                                   | 2000 | Hype Williams              |
| "Fire"                                                        | 2000 | Hype Williams              |
| "What It Is"                                                  | 2001 | Hype Williams              |
| "As I Come Back / Break Ya Neck"                              | 2001 | Hype Williams              |
| "Betta Stay Up In Your House / Pass the Courvoisier, Part II" | 2002 | Chris Robinson             |
| "Make It Clap"                                                | 2002 | Chris Robinson             |
| "Make It Clap" (Remix)                                        | 2002 | Erik White                 |
| "I Know What You Want"                                        | 2002 | Chris Robinson             |
| "Light Your Ass on Fire"                                      | 2003 | Joseph Kahn                |
| "Shorty (Put It On the Floor)"                                | 2004 | Gregory Dark               |
| "Touch It"                                                    | 2005 | Benny Boom                 |
| "Touch It" (Remix)                                            | 2006 | Benny Boom                 |
| "I Love My Bitch"                                             | 2006 | Benny Boom                 |
| "New York Shit"                                               | 2006 | Benny Boom, Justin Francis |
| "In the Ghetto"                                               | 2006 | Chris Robinson             |
| "We Made It"                                                  | 2008 | Chris Robinson             |
| "Don't Touch Me (Throw da Water on 'em)"                      | 2008 | Rage                       |
| "I Got Bass"                                                  | 2008 | Vid Arroyo                 |
| "Arab Money"                                                  | 2008 | Rik Cordero                |
| "Arab Money" (Remix)                                          | 2009 | Rik Cordero                |
| "Arab Money" (Remix Pt. 2)                                    | 2009 | Rik Cordero                |
| "Hustler's Anthem '09"                                        | 2009 | Hype Williams              |
| "Respect My Conglomerate"                                     | 2009 | Chris Robinson             |
| "If You Don’t Know, Now You Know"                             | 2009 | Aristotle, Tin Chien       |
| "World Go Round"                                              | 2009 | Jason Goldwatch            |